# Philautus gunungensis
Espèce
Synonymes
- Philautus aurantium gunungensis Malkmus & Riede, 1996

Statut de conservation UICN

 LC  : Préoccupation mineure
Philautus gunungensis est une espèce d'amphibiens de la famille des Rhacophoridae.

## Répartition
Cette espèce est endémique du mont Kinabalu dans l'État de Sabah en Malaisie orientale, sur l'île de Bornéo. Elle est présente entre 1 400 et 1 500 m d'altitude,.

## Étymologie
Son nom d'espèce, du malais malaisien gunung qui signifie « montagne » et du suffixe latin -ensis, « qui vit dans, qui habite », lui a été donné en référence au lieu de sa découverte, le mont Kinabalu.

## Publication originale
- Malkmus & Riede, 1996 : Die Baumfrösche der Gattung Philautus vom Mount Kinabalu. Teil II. Die vermiculatus-Gruppe mit Beschreibung einer neuen Unterart (Philautus aurantium gunungensis n. ssp.) und die hosei-Gruppe. Sauria, vol. 18, no 2, p. 21-28 (texte intégral).